# Lijst van gerechten uit Nederlandse Chinees-Indische restaurants
Dit is een lijst van gerechten uit de Indische keuken zoals die in Chinees-Indische restaurants in Nederland worden geserveerd. 

## Overzichten

### Voorgerechten
Kroepoek (蝦餅)Een soort chips waarvan het voornaamste smaakingrediënt kan zijn: garnalen, vis, melindjoe of iets anders.
Loempia (卷)Een opgevouwen dunne lap deeg gevuld met groenten en vlees, waarbij vooral taugé牙菜 een groot deel van de groenten vormt. Oorspronkelijk gestoomd, maar in Nederland traditioneel gefrituurd.
Saté(沙爹)Een stokje waarop meestal 3 stukjes vlees zijn gespiest. Het wordt meestal geserveerd met pindasaus. Saté wordt bereid op een houtskoolvuur, nadat het een tijd gemarineerd is in een kruidenmengsel.
Pangsit Goreng (金老雲吞)Dunne deeglap in een bepaalde vorm gevouwen met vlees erin en dan gefrituurd. 
(goreng betekent in het Indonesisch 'gebakken') (een ander woord voor pangsit is wantan(餛飩/雲吞)

### Soepen
Haaienvinnensoep(次湯)Soep van haaienvinnen en kip gemaakt, maar in Nederland is het een met maiszetmeel gebonden kippensoep met eiwit erdoorheen, die zogenaamd de haaienvinnen moeten voorstellen. Soep met echte haaienvinnen is er doorgaans wel in restaurants, maar vaak onder een andere naam, bijvoorbeeld Chinese Haaienvinnensoep. Deze zijn tamelijk duur.
Wantansoep (雲吞湯)Een lichte bouillon met gekookte wantan.
Chinese tomatensoepEen zoete tomatensoep gevuld met Chinese groente.
| Betekenis van Indische woorden | Betekenis van Indische woorden       |
| Indisch                        | Nederlands                           |
| ------------------------------ | ------------------------------------ |
| ajam                           | kip                                  |
| daging                         | rundvlees                            |
| smoor \| gesmoord              |                                      |
| roedjak/rujak                  | mengsel                              |
| babi                           | varken                               |
| oedang/udang                   | garnaal                              |
| gadogado                       | groenteschotel                       |
| goreng                         | gebakken                             |
| nasi                           | gekookte rijst                       |
| pangang                        | geroosterd                           |
| kroepoek/kerupuk               | chips gemaakt van tapioca en garnaal |
| pisang                         | banaan                               |

### Hoofdgerechten

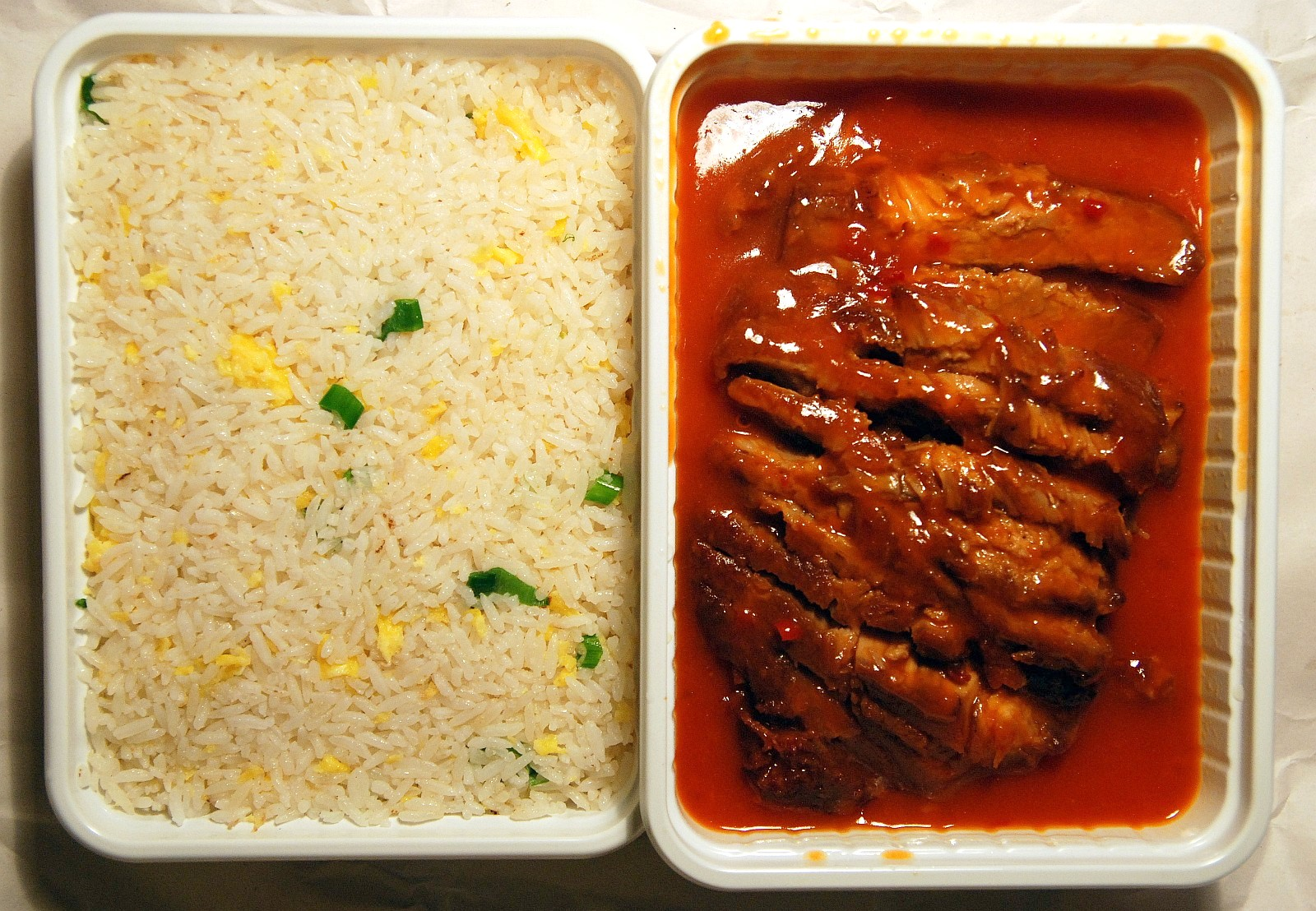
Babi pangang speciaal (rechts) met nasi goreng (links), welhaast symbolisch voor de Nederlandse Chinees-Indische keuken

Nasi goreng (炒饭)"Nasi" betekent in het Maleis/Indonesisch rijst en "goreng" gebakken
Bami Goreng (炒面)Bami is een dikke vorm van mie, oftewel een Chinese vorm van spaghetti. De slierten hebben in Nederland meestal geen ronde doorsnede, maar een enigszins platte vorm van zo'n 2 bij 5 millimeter.
Mihoen (米粉)Een heel dunne witte vorm van mie, gemaakt van rijstmeel. Doorsnede: ca. 0,5 mm.
Foe-jong-hai (芙蓉蟹)Omeletgerecht gemaakt van ei, waaraan meestal nog ingrediënten worden toegevoegd, zoals krab of champignons, overgoten met een rode zoetzure saus. ("Hai" of "Har" betekent krab)
Babi pangang (火肉)Geroosterd varkensvlees; ("babi" betekent varken in het Indonesisch, "panggang" (niet pangang) betekent geroosterde). Wordt geserveerd met een meestal vrij pittige rode of roodbruine saus.
Koe-loo-joek (古老肉)Vlees in brokken, gedoopt in beslag en gefrituurd; in zoetzure saus
Guo NaanGeroosterd spek
Char Sieuw (叉燒)Geroosterd varkensvlees dat eerst in een rode saus wordt gemarineerd.
Koe Louw Kai (古老雞)Kip in zoetzure saus. "Kai" betekent kip in het "Kantonees", "koe low" duidt op de zoetzure saus.
Tauw Sie Kai (豆豉雞)Kip met een pittige zwarte sojabonensaus.
Tjaptjoi (雜菜)Gemengde groenten (o.a. tauge, paprika, bamboescheuten) in een gladde, viskeuze saus.
Pekingeend (京鴨)Eend met zoete "hoi san cheung" (letterlijk vers/nieuw zee saus), lente-ui, amsoi en komkommer. Deze ingrediënten worden gegeten met 'mandarin nuna pancakes'.
Tzoe WanGeroosterd varken waarbij meestal alleen het vel gegeten wordt. Vaak worden de restanten van het varken verwerkt in een ander gerecht omdat het dan beter smaakt.

### Bijgerechten encondimenten

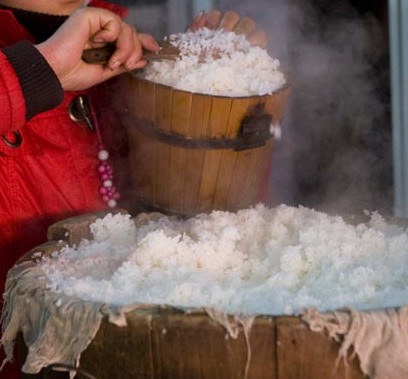
Mi fan uit grote ton

Atjar tjampoer (亞查)Een groentemengsel (voornamelijk bestaand uit witte kool) dat ingelegd is in azijn, geel gekleurd door gemalen kurkuma (koenjit).
Pisang Goreng (炸蕉)Gebakken banaan. Pisang is het Indonesische woord voor banaan.
Mi Fan (vereenvoudigde Chinese karakters 米饭)eenvoudige gekookte rijst, meestal met plakrijst toebereid.
SambalEen pasta gemaakt van hoofdzakelijk chilipeper

### Andere gerechten
Hieronder volgen enkele andere Chinese gerechten die niet tot het "standaard"-lijstje behoren, maar wel authentiek zijn:
Sang KwakTongrolletjes met garnalen in krabsaus
Tja kaij KouwGepaneerde kipblokjes in likeursaus
Mau PahPlakjes ossenhaas in pikante tomatensaus
Mah HauGebakken inktvis met gekruide sojabonensaus
Kou Koe YuHele gebakken forel in zoetzuursaus
Jang Tse Kiang YuHele gebakken forel in oestersaus
Tau Foe PoTau Foe = tahoe (vleesvervanger op soja-basis) in een stoofpotje (po)
Ji TinKipblokjes met groenten en cashewnoten
Kong Sioe JoeJoe betekent vis en kong sioe is de saus die eroverheen geserveerd wordt
Joe Hong Joek ShiVarkensvlees met bosoor en bamboe
Koe Loe YukIn beslag gefrituurde varkensvleesblokjes in zoetzure saus
Kong Po Kaij TienKipblokjes met groenten en cashewnoten in een vogelnest (Tin)
Sow Tjap TjoyVegetarisch , zie ook Tjap Tjoy.
Sow Foe Yong HaiVegetarisch
Sow Mi FangVegetarisch
Sow GadoVegetarisch, zie ook Gado gado.
Sow Man joeGroenten met pikante zoetzure saus
Zi Ma Ngaw YukOssenhaas met sesamzaad

### Dimsum(點心)
Siew Maai (燒賣)Een vulling met groente, rundvlees, kippenvlees of varkensvlees, met daarbuiten wan-tan-papier (gestoomd of gefrituurd)
Haa Kaauw (蝦餃)Een Chinese garnaal omwikkeld in een speciaal wit deeg (gestoomd)
Jia WeiJia betekent Gefrituurde en Wei staat voor Wanton en inktvis.
Een specialiteit enkel te bestellen in een Chinees-Whenzounees restaurant. Dit gerecht is ooit geboycot geweest omdat dit afkomstig is van het Koreaanse gerecht "Chugelé".
Cheung FanGestoomde rijstcake met binnenin vlees of een garnaal en soyasaus.
Ha Cheung is gevuld met garnaal, Char Sieuw met geroosterd varkensvlees, Sieuw Ngaap met eend en Hoi San Cheung is gevuld met zeedieren en een oosterse verrassing.
Naast de hier bovenstaande gerechten zijn er nog talloze dimsum-gerechten op te noemen. Dimsum (點心/点心) betekent letterlijk "het hart beroeren". Van oudsher is dimsum verbonden met het Kantonese gebruik van het thee drinken (Yam Cha in het Kantonees). Langs de Zijderoute ontstonden theehuizen, die druk bezocht werden door vermoeide reizigers en lokale landarbeiders. Zij verzamelden zich in deze theehuizen om uit te rusten en hun sociale contacten te onderhouden. De dimsumtraditie startte toen men bij de thee verschillende hapjes begon te serveren. Het zijn doorgaans kleine hapjes, gestoomd of gefrituurd, die tussendoor gegeten worden. Veel (wellicht alle) dimsum-gerechten zijn afkomstig van het Kantonees gedeelte van China (waaronder Hongkong). In Nederland zijn er maar weinig restaurants buiten de Randstad die zich specialiseren in dimsum-gerechten.